# Élections cantonales de 2011 en Haute-Savoie
Les élections cantonales ont eu lieu les 20 et 27 mars 2011.

## Contexte départemental

### Assemblée départementale sortante
Avant les élections, le conseil général de la Haute-Savoie est présidé par Christian Monteil (DVD). Il comprend 34 conseillers généraux issus des 34 cantons de la Haute-Savoie. 17 d'entre eux sont renouvelables lors de ses élections. 
| Parti                             | Sigle | Élus |
| --------------------------------- | ----- | ---- |
| Majorité (32 sièges)              |       |      |
| Divers droite                     | DVD   | 13   |
| Union pour un mouvement populaire | UMP   | 11   |
| Nouveau centre                    | NC    | 5    |
| Divers gauche                     | DVG   | 3    |
| Opposition (2 sièges)             |       |      |
| Parti socialiste                  | PS    | 2    |
| Président du conseil général      |       |      |
| Christian Monteil (DVD)           |       |      |

## Résultats à l'échelle du département

### Résultats en nombre de sièges
| Parti | Sièges mis en jeu | Élus | Évolution |
| ----- | ----------------- | ---- | --------- |
| DVD   | 9                 | 8    | -1        |
| UMP   | 4                 | 3    | - 1       |
| NC    | 1                 | 1    | =         |
| DVG   | 2                 | 2    | =         |
| PS    | 1                 | 2    | + 1       |
| MoDem | 0                 | 1    | +1        |

### Assemblée départementale à l'issue des élections
| Parti                                | Sigle | Sigle | Élus |
| ------------------------------------ | ----- | ----- | ---- |
| Majorité (31 sièges)                 |       |       |      |
| Divers droite                        |       | DVD   | 15   |
| Union pour un mouvement populaire    |       | UMP   | 8    |
| Union des démocrates et indépendants |       | UDI   | 4    |
| Divers gauche                        |       | DVG   | 3    |
| Mouvement démocrate                  |       | MoDem | 1    |
| Opposition (3 sièges)                |       |       |      |
| Parti socialiste                     |       | PS    | 3    |
| Président du conseil général         |       |       |      |
| Christian Monteil (DVD)              |       |       |      |

## Résultats par canton

### Canton d'Abondance
| Candidat       | Candidat            | Étiquette      | Premier tour | Premier tour | Second tour | Second tour |
| Candidat       | Candidat            | Étiquette      | Voix         | %            | Voix        | %           |
| -------------- | ------------------- | -------------- | ------------ | ------------ | ----------- | ----------- |
|                | Nicolas Rubin       | UMP            | 834          | 34,55        | 1 223       | 49,74       |
|                | Pascal Bel*         | DVD            | 823          | 34,09        | 1 236       | 50,26       |
|                | Jean-François Blanc | DVD            | 451          | 18,68        |             |             |
|                | Sébastien Ainoux    | FN             | 184          | 7,62         |             |             |
|                | Philippe Renard     | FG             | 122          | 5,05         |             |             |
|                |                     |                |              |              |             |             |
| Inscrits       | Inscrits            | Inscrits       | 3 986        | 100,00       | 3 985       | 100,00      |
| Abstentions    | Abstentions         | Abstentions    | 1 531        | 38,41        | 1 427       | 35,81       |
| Votants        | Votants             | Votants        | 2 455        | 61,59        | 2 558       | 64,19       |
| Blancs et nuls | Blancs et nuls      | Blancs et nuls | 41           | 1,03         | 99          | 3,87        |
| Exprimés       | Exprimés            | Exprimés       | 2 414        | 98,33        | 2 459       | 96,13       |

*sortant

### Canton d'Alby-sur-Chéran
| Candidat       | Candidat              | Étiquette      | Premier tour | Premier tour | Second tour | Second tour |
| Candidat       | Candidat              | Étiquette      | Voix         | %            | Voix        | %           |
| -------------- | --------------------- | -------------- | ------------ | ------------ | ----------- | ----------- |
|                | Jean-Claude Martin    | DVG            | 1 239        | 31,14        | 1 848       | 50,83       |
|                | Alain Bauquis         | UMP            | 960          | 24,13        | 1 788       | 49,17       |
|                | Bernard Juillet       | EÉLV           | 728          | 18,30        |             |             |
|                | Mireille Merkel       | FN             | 521          | 13,09        |             |             |
|                | Jean-Paul Laperrousaz | DVD            | 303          | 7,61         |             |             |
|                | Jean-Pierre Dagand    | POI            | 228          | 5,73         |             |             |
|                |                       |                |              |              |             |             |
| Inscrits       | Inscrits              | Inscrits       | 8 748        | 100,00       | 8 748       | 100,00      |
| Abstentions    | Abstentions           | Abstentions    | 4 593        | 52,50        | 4 878       | 55,76       |
| Votants        | Votants               | Votants        | 4 155        | 47,50        | 1 604       | 44,24       |
| Blancs et nuls | Blancs et nuls        | Blancs et nuls | 176          | 4,24         | 234         | 6,05        |
| Exprimés       | Exprimés              | Exprimés       | 3 979        | 95,76        | 3 636       | 93,95       |

### Canton d'Annecy-Centre
| Candidat       | Candidat         | Étiquette      | Premier tour | Premier tour | Second tour | Second tour |
| Candidat       | Candidat         | Étiquette      | Voix         | %            | Voix        | %           |
| -------------- | ---------------- | -------------- | ------------ | ------------ | ----------- | ----------- |
|                | Jean-Luc Rigaut* | NC             | 1 473        | 41,06        | 1 843       | 52,78       |
|                | François Astorg  | EÉLV           | 725          | 20,21        | 1 649       | 47,22       |
|                | Marie Favre      | FN             | 640          | 17,84        |             |             |
|                | Denis Duperthuy  | PS             | 551          | 15,86        |             |             |
|                | Christian Colomb | FG             | 198          | 5,52         |             |             |
|                |                  |                |              |              |             |             |
| Inscrits       | Inscrits         | Inscrits       | 11 043       | 100,00       | 11 043      | 100,00      |
| Abstentions    | Abstentions      | Abstentions    | 7 385        | 66,87        | 7 350       | 66,56       |
| Votants        | Votants          | Votants        | 3 658        | 33,13        | 3 693       | 33,44       |
| Blancs et nuls | Blancs et nuls   | Blancs et nuls | 71           | 1,94         | 201         | 5,44        |
| Exprimés       | Exprimés         | Exprimés       | 3 587        | 98,06        | 3 492       | 94,56       |

### Canton d'Annecy-Nord-Ouest
| Candidat       | Candidat               | Étiquette      | Premier tour | Premier tour | Second tour | Second tour |
| Candidat       | Candidat               | Étiquette      | Voix         | %            | Voix        | %           |
| -------------- | ---------------------- | -------------- | ------------ | ------------ | ----------- | ----------- |
|                | Christian Jeantet*     | PS             | 4 030        | 34,30        | 6 696       | 59,69       |
|                | François Carbonnel     | UMP            | 3 014        | 25,65        | 4 522       | 40,31       |
|                | Frédéric Milano        | FN             | 2 329        | 19,82        |             |             |
|                | Annie Collinet         | EÉLV           | 1 678        | 14,28        |             |             |
|                | Philippe Metral-Boffod | NPA            | 374          | 3,18         |             |             |
|                | Annie Anselme          | FG             | 325          | 2,77         |             |             |
|                |                        |                |              |              |             |             |
| Inscrits       | Inscrits               | Inscrits       | 31 931       | 100,00       | 31 931      | 100,00      |
| Abstentions    | Abstentions            | Abstentions    | 19 971       | 62,54        | 19 942      | 62,45       |
| Votants        | Votants                | Votants        | 11 960       | 37,46        | 11 989      | 37,55       |
| Blancs et nuls | Blancs et nuls         | Blancs et nuls | 210          | 1,76         | 771         | 6,43        |
| Exprimés       | Exprimés               | Exprimés       | 11 750       | 98,24        | 11 218      | 93,57       |

### Canton d'Annecy-le-Vieux
| Candidat       | Candidat                | Étiquette      | Premier tour | Premier tour | Second tour | Second tour |
| Candidat       | Candidat                | Étiquette      | Voix         | %            | Voix        | %           |
| -------------- | ----------------------- | -------------- | ------------ | ------------ | ----------- | ----------- |
|                | Antoine de Menthon*     | UMP            | 5 029        | 42,67        | 6 160       | 53,09       |
|                | Stéphane Littoz-Baritel | EÉLV           | 2 368        | 20,09        | 5 442       | 46,91       |
|                | Jean-Jacques Pasquier   | PS             | 1 927        | 16,35        |             |             |
|                | André Adobati           | FN             | 1 923        | 16,32        |             |             |
|                | Sylvie Touleron         | FG             | 538          | 4,57         |             |             |
|                |                         |                |              |              |             |             |
| Inscrits       | Inscrits                | Inscrits       | 30 486       | 100,00       | 30 497      | 100,00      |
| Abstentions    | Abstentions             | Abstentions    | 18 468       | 60,58        | 18 300      | 60,01       |
| Votants        | Votants                 | Votants        | 12 018       | 39,42        | 12 197      | 39,99       |
| Blancs et nuls | Blancs et nuls          | Blancs et nuls | 233          | 1,94         | 595         | 4,88        |
| Exprimés       | Exprimés                | Exprimés       | 11 785       | 98,06        | 11 602      | 95,12       |

### Canton d'Annemasse-Nord
| Candidat       | Candidat                   | Étiquette      | Premier tour | Premier tour | Second tour | Second tour |
| Candidat       | Candidat                   | Étiquette      | Voix         | %            | Voix        | %           |
| -------------- | -------------------------- | -------------- | ------------ | ------------ | ----------- | ----------- |
|                | Raymond Bardet*            | DVD            | 3 006        | 43,71        | 5 269       | 74,20       |
|                | Frédéric Tournier-Colletta | FN             | 1 425        | 20,72        | 1 832       | 25,80       |
|                | Patrick Guerini            | PS             | 1 144        | 16,64        |             |             |
|                | Michel Bouchaud            | EÉLV           | 1 034        | 15,04        |             |             |
|                | Daniel Richard             | FG             | 268          | 3,90         |             |             |
|                |                            |                |              |              |             |             |
| Inscrits       | Inscrits                   | Inscrits       | 22 201       | 100,00       | 22 201      | 100,00      |
| Abstentions    | Abstentions                | Abstentions    | 15 208       | 68,50        | 14 685      | 66,15       |
| Votants        | Votants                    | Votants        | 6 993        | 31,50        | 7 516       | 33,85       |
| Blancs et nuls | Blancs et nuls             | Blancs et nuls | 116          | 1,66         | 415         | 5,52        |
| Exprimés       | Exprimés                   | Exprimés       | 6 877        | 98,34        | 7 101       | 94,48       |

### Canton de Cluses
| Candidat       | Candidat              | Étiquette      | Premier tour | Premier tour | Second tour | Second tour |
| Candidat       | Candidat              | Étiquette      | Voix         | %            | Voix        | %           |
| -------------- | --------------------- | -------------- | ------------ | ------------ | ----------- | ----------- |
|                | Jean-Louis Mivel      | DVD            | 1 510        | 28,81        | 3 445       | 62,12       |
|                | Dominique Martin      | FN             | 1 463        | 27,91        | 2 101       | 37,88       |
|                | Jean-Claude Tavernier | UMP            | 785          | 14,98        |             |             |
|                | Olivier Marouze       | EÉLV           | 685          | 13,07        |             |             |
|                | Pierre Gallay         | SE             | 391          | 7,46         |             |             |
|                | Virginie Guillaume    | PS             | 326          | 6,22         |             |             |
|                | Jo Dupraz             | REG            | 81           | 1,55         |             |             |
|                |                       |                |              |              |             |             |
| Inscrits       | Inscrits              | Inscrits       | 14 254       | 100,00       | 14 257      | 100,00      |
| Abstentions    | Abstentions           | Abstentions    | 8 931        | 62,66        | 8 386       | 58,82       |
| Votants        | Votants               | Votants        | 5 323        | 37,34        | 8 571       | 41,18       |
| Blancs et nuls | Blancs et nuls        | Blancs et nuls | 82           | 1,54         | 325         | 3,79        |
| Exprimés       | Exprimés              | Exprimés       | 5 241        | 98,46        | 8 246       | 96,21       |

### Canton de Douvaine
| Candidat       | Candidat           | Étiquette      | Premier tour | Premier tour | Second tour | Second tour |
| Candidat       | Candidat           | Étiquette      | Voix         | %            | Voix        | %           |
| -------------- | ------------------ | -------------- | ------------ | ------------ | ----------- | ----------- |
|                | Olivier Barras     | UMP            | 1 201        | 20,05        | 2 366       | 45,24       |
|                | Jean Neury         | DVD            | 974          | 16,26        | 2 864       | 54,76       |
|                | Marie Petit        | FN             | 794          | 13,26        |             |             |
|                | Alain Favre        | EÉLV           | 785          | 13,11        |             |             |
|                | Marcel Hauteville  | SE             | 593          | 9,90         |             |             |
|                | Jean-Pierre Favre  | SE             | 499          | 8,33         |             |             |
|                | Jean-Paul Gonthier | MoDem          | 485          | 8,10         |             |             |
|                | Jean-Erick Gil     | PS             | 415          | 6,93         |             |             |
|                | Noëlle Greco       | FG             | 243          | 4,06         |             |             |
|                |                    |                |              |              |             |             |
| Inscrits       | Inscrits           | Inscrits       | 16 468       | 100,00       | 16 468      | 100,00      |
| Abstentions    | Abstentions        | Abstentions    | 10 373       | 62,99        | 10 699      | 64,97       |
| Votants        | Votants            | Votants        | 6 095        | 37,01        | 5 769       | 35,03       |
| Blancs et nuls | Blancs et nuls     | Blancs et nuls | 106          | 1,74         | 539         | 9,34        |
| Exprimés       | Exprimés           | Exprimés       | 5 989        | 98,26        | 5 230       | 90,66       |

### Canton de Faverges
| Candidat       | Candidat          | Étiquette      | Premier tour | Premier tour | Second tour | Second tour |
| Candidat       | Candidat          | Étiquette      | Voix         | %            | Voix        | %           |
| -------------- | ----------------- | -------------- | ------------ | ------------ | ----------- | ----------- |
|                | Pierre Losserand* | UMP            | 843          | 42,60        | 1 139       | 63,23       |
|                | Luc Chaffarod     | PS             | 381          | 19,25        | 713         | 36,77       |
|                | Bernard Puisais   | FN             | 339          | 17,13        |             |             |
|                | Michel Loge       | EE             | 286          | 14,45        |             |             |
|                | Akram Hereitani   | FG             | 81           | 4,09         |             |             |
|                | Claude Lacostaz   | REG            | 49           | 2,48         |             |             |
|                |                   |                |              |              |             |             |
| Inscrits       | Inscrits          | Inscrits       | 10 213       | 100,00       | 10 214      | 100,00      |
| Abstentions    | Abstentions       | Abstentions    | 5 509        | 53,94        | 5 588       | 54,71       |
| Votants        | Votants           | Votants        | 4 704        | 46,06        | 4 626       | 45,29       |
| Blancs et nuls | Blancs et nuls    | Blancs et nuls | 94           | 2,00         | 272         | 5,88        |
| Exprimés       | Exprimés          | Exprimés       | 4 610        | 98,00        | 4 354       | 94,12       |

### Canton de Frangy
| Candidat       | Candidat         | Étiquette      | Premier tour | Premier tour | Second tour | Second tour |
| Candidat       | Candidat         | Étiquette      | Voix         | %            | Voix        | %           |
| -------------- | ---------------- | -------------- | ------------ | ------------ | ----------- | ----------- |
|                | Vincent Rabatel* | DVD            | 1 288        | 45,85        | 1 584       | 65,27       |
|                | Alain Gauthier   | SE             | 383          | 13,63        | 843         | 34,73       |
|                | Alain Chamosset  | UMP            | 329          | 11,71        |             |             |
|                | Anne Bardoux     | FN             | 302          | 10,75        |             |             |
|                | Michel Escale    | EÉLV           | 252          | 8,97         |             |             |
|                | Fabian Rousseau  | PS             | 180          | 6,41         |             |             |
|                | Isabelle Sorin   | POI            | 75           | 2,67         |             |             |
|                |                  |                |              |              |             |             |
| Inscrits       | Inscrits         | Inscrits       | 5 662        | 100,00       | 5 661       | 100,00      |
| Abstentions    | Abstentions      | Abstentions    | 2 828        | 49,95        | 3 115       | 55,03       |
| Votants        | Votants          | Votants        | 2 834        | 50,05        | 2 546       | 44,97       |
| Blancs et nuls | Blancs et nuls   | Blancs et nuls | 25           | 0,65         | 119         | 4,67        |
| Exprimés       | Exprimés         | Exprimés       | 3 809        | 99,35        | 2 427       | 95,33       |

### Canton de La Roche-sur-Foron
| Candidat       | Candidat           | Étiquette      | Premier tour | Premier tour | Second tour | Second tour |
| Candidat       | Candidat           | Étiquette      | Voix         | %            | Voix        | %           |
| -------------- | ------------------ | -------------- | ------------ | ------------ | ----------- | ----------- |
|                | Denis Duvernay*    | DVD            | 2 722        | 39,26        | 4 146       | 68,19       |
|                | Jean-Luc Arcade    | UMP            | 1 325        | 19,11        | 1 934       | 31,81       |
|                | Christian Bartheye | FN             | 1 019        | 14,70        |             |             |
|                | Gilbert Saillet    | EELV           | 864          | 12,46        |             |             |
|                | Yvette Ramos       | PS             | 605          | 8,73         |             |             |
|                | Chantal Rubin      | DVG            | 399          | 5,75         |             |             |
|                |                    |                |              |              |             |             |
| Inscrits       | Inscrits           | Inscrits       | 15 407       | 100,00       | 15 407      | 100,00      |
| Abstentions    | Abstentions        | Abstentions    | 7 812        | 50,70        | 8 212       | 56,55       |
| Votants        | Votants            | Votants        | 7 595        | 49,30        | 6 695       | 44,45       |
| Blancs et nuls | Blancs et nuls     | Blancs et nuls | 661          | 8,70         | 615         | 9,19        |
| Exprimés       | Exprimés           | Exprimés       | 6 934        | 91,30        | 6 080       | 90,81       |

### Canton de Reignier
| Candidat       | Candidat           | Étiquette      | Premier tour | Premier tour | Second tour | Second tour |
| Candidat       | Candidat           | Étiquette      | Voix         | %            | Voix        | %           |
| -------------- | ------------------ | -------------- | ------------ | ------------ | ----------- | ----------- |
|                | Maurice Sonnerat*  | DVG            | 1 573        | 29,19        | 2 530       | 50,01       |
|                | Bruno Forel        | DVG            | 1 141        | 21,17        | 2 529       | 49,99       |
|                | Laurent Delieutraz | UMP            | 959          | 17,80        |             |             |
|                | Franck Gimenez     | FN             | 756          | 14,03        |             |             |
|                | Denis Cheneau      | EELV           | 719          | 13,34        |             |             |
|                | Guy Magliocco      | FG             | 241          | 4,47         |             |             |
|                |                    |                |              |              |             |             |
| Inscrits       | Inscrits           | Inscrits       | 12 739       | 100,00       | 12 740      | 100,00      |
| Abstentions    | Abstentions        | Abstentions    | 7 274        | 57,10        | 7 405       | 58,12       |
| Votants        | Votants            | Votants        | 5 465        | 42,90        | 5 335       | 41,88       |
| Blancs et nuls | Blancs et nuls     | Blancs et nuls | 76           | 1,39         | 276         | 5,17        |
| Exprimés       | Exprimés           | Exprimés       | 5 389        | 98,61        | 5 059       | 94,83       |

### Canton de Saint-Gervais-les-Bains
| Candidat       | Candidat            | Étiquette      | Premier tour | Premier tour | Second tour | Second tour |
| Candidat       | Candidat            | Étiquette      | Voix         | %            | Voix        | %           |
| -------------- | ------------------- | -------------- | ------------ | ------------ | ----------- | ----------- |
|                | Jean-Marc Peillex*  | DVD            | 2 200        | 38,79        | 3 007       | 63,09       |
|                | Gilles Petit-Jean   | DVD            | 988          | 17,42        | 1 759       | 36,91       |
|                | Laurent Nardi       | FG             | 535          | 9,43         |             |             |
|                | Stéphan Wasielewski | FN             | 518          | 9,13         |             |             |
|                | Hervé Bosson        | EELV           | 473          | 8,34         |             |             |
|                | Alain Roger         | PS             | 450          | 7,94         |             |             |
|                | Michel Duby         | DVG            | 407          | 7,18         |             |             |
|                | Gilles Rosset       | REG            | 100          | 1,76         |             |             |
|                |                     |                |              |              |             |             |
| Inscrits       | Inscrits            | Inscrits       | 13 237       | 100,00       | 13 237      | 100,00      |
| Abstentions    | Abstentions         | Abstentions    | 7 473        | 56,46        | 7 882       | 59,55       |
| Votants        | Votants             | Votants        | 5 764        | 43,54        | 5 355       | 40,45       |
| Blancs et nuls | Blancs et nuls      | Blancs et nuls | 93           | 1,61         | 589         | 11,00       |
| Exprimés       | Exprimés            | Exprimés       | 5 671        | 98,39        | 4 766       | 89,00       |

### Canton de Saint-Jeoire
| Candidat       | Candidat           | Étiquette      | Premier tour | Premier tour |
| Candidat       | Candidat           | Étiquette      | Voix         | %            |
| -------------- | ------------------ | -------------- | ------------ | ------------ |
|                | Serge Pittet*      | UMP            | 2 030        | 58,47        |
|                | Laurent Moccozet   | EELV           | 856          | 24,65        |
|                | Catherine Dardenne | FN             | 586          | 16,88        |
|                |                    |                |              |              |
| Inscrits       | Inscrits           | Inscrits       | 7 782        | 100,00       |
| Abstentions    | Abstentions        | Abstentions    | 4 228        | 54,33        |
| Votants        | Votants            | Votants        | 3 554        | 45,67        |
| Blancs et nuls | Blancs et nuls     | Blancs et nuls | 82           | 2,31         |
| Exprimés       | Exprimés           | Exprimés       | 3 472        | 97,69        |

*sortant

### Canton de Saint-Julien-en-Genevois
| Candidat       | Candidat             | Étiquette      | Premier tour | Premier tour | Second tour | Second tour |
| Candidat       | Candidat             | Étiquette      | Voix         | %            | Voix        | %           |
| -------------- | -------------------- | -------------- | ------------ | ------------ | ----------- | ----------- |
|                | Georges Etallaz*     | DVD            | 1 883        | 25,02        | 3 218       | 46,71       |
|                | Antoine Vielliard    | MoDem          | 1 480        | 19,67        | 3 672       | 53,29       |
|                | Claude Barbier       | EÉLV           | 1 235        | 16,41        |             |             |
|                | Cyril Cortes         | FN             | 952          | 12,65        |             |             |
|                | Bernard Jouvenoz     | UMP            | 922          | 12,25        |             |             |
|                | Sylvie Camilleri     | PS             | 787          | 10,46        |             |             |
|                | Patrick Marguerettaz | FG             | 267          | 3,55         |             |             |
|                |                      |                |              |              |             |             |
| Inscrits       | Inscrits             | Inscrits       | 21 052       | 100,00       | 21 052      | 100,00      |
| Abstentions    | Abstentions          | Abstentions    | 13 431       | 63,80        | 7 354       | 34,93       |
| Votants        | Votants              | Votants        | 7 621        | 36,20        | 13 698      | 65,07       |
| Blancs et nuls | Blancs et nuls       | Blancs et nuls | 95           | 1,25         | 464         | 3,39        |
| Exprimés       | Exprimés             | Exprimés       | 7 526        | 98,75        | 13 234      | 96,61       |

### Canton de Samoëns
| Candidat       | Candidat                 | Étiquette      | Premier tour | Premier tour | Second tour | Second tour |
| Candidat       | Candidat                 | Étiquette      | Voix         | %            | Voix        | %           |
| -------------- | ------------------------ | -------------- | ------------ | ------------ | ----------- | ----------- |
|                | François Mogenet*        | DVD            | 851          | 42,38        | 1 106       | 55,08       |
|                | Jean-Jacques Grandcollot | SE             | 617          | 30,73        | 902         | 44,92       |
|                | Alain Boulogne           | EÉLV           | 339          | 16,88        |             |             |
|                | Michel Roche             | FN             | 177          | 8,81         |             |             |
|                | Lionel Matras            | POI            | 24           | 1,20         |             |             |
|                |                          |                |              |              |             |             |
| Inscrits       | Inscrits                 | Inscrits       | 3 684        | 100,00       | 3 683       | 100,00      |
| Abstentions    | Abstentions              | Abstentions    | 1 633        | 44,33        | 1 541       | 41,84       |
| Votants        | Votants                  | Votants        | 2 051        | 55,67        | 2 142       | 58,16       |
| Blancs et nuls | Blancs et nuls           | Blancs et nuls | 43           | 2,10         | 134         | 6,26        |
| Exprimés       | Exprimés                 | Exprimés       | 2 008        | 97,90        | 2 008       | 93,74       |

### Canton de Thonon-les-Bains-Ouest
| Candidat       | Candidat           | Étiquette      | Premier tour | Premier tour | Second tour | Second tour |
| Candidat       | Candidat           | Étiquette      | Voix         | %            | Voix        | %           |
| -------------- | ------------------ | -------------- | ------------ | ------------ | ----------- | ----------- |
|                | Jean Denais*       | DVD            | 2 738        | 31,17        | 4 404       | 49,73       |
|                | Georges Constantin | PS             | 1 946        | 22,15        | 4 452       | 50,27       |
|                | Patrick Chevallay  | FN             | 1 460        | 16,62        |             |             |
|                | Jean-Pierre Burnet | EÉLV           | 1 090        | 12,41        |             |             |
|                | Christine Mocellin | FG             | 644          | 7,33         |             |             |
|                | Emmanuel Heinis    | MoDem          | 637          | 7,25         |             |             |
|                | Jean Jacquier      | LV             | 270          | 3,07         |             |             |
|                |                    |                |              |              |             |             |
| Inscrits       | Inscrits           | Inscrits       | 24 915       | 100,00       | 24 915      | 100,00      |
| Abstentions    | Abstentions        | Abstentions    | 15 919       | 63,89        | 15 397      | 61,80       |
| Votants        | Votants            | Votants        | 8 996        | 36,11        | 9 518       | 38,20       |
| Blancs et nuls | Blancs et nuls     | Blancs et nuls | 211          | 2,34         | 662         | 6,96        |
| Exprimés       | Exprimés           | Exprimés       | 8 785        | 97,66        | 8 856       | 93,04       |